# Masoveria del Mas de Quadras
La Masoveria del Mas de Quadras és una masia situada al barri de Cambrerol, als afores del nucli urbà de Massanes (Selva), inclosa a l'Inventari del Patrimoni Arquitectònic de Catalunya.

## Història
Pels elements arquitectònics conservats, es pot datar al segle xvi, tot i que se'n té constància des del segle xii i l'edifici actual presenta finestres gòtiques.
El 1900, Josep Puig i Cadafalch construí una nova casa pairal i aquest edifici passà a ser la masoveria. Actualment és propietat de Maria Joana de Quadras i de Camps, baronessa de Quadras.

## Descripció
De planta baixa i pis, està cobert per una teulada a doble vessant, desaiguada als laterals amb el ràfec simple.
A la façana principal, a la planta baixa, i ha la porta d'entrada en arc de mig punt format per dovelles de pedra i brancals de carreus de pedra. Al costat esquerre de la porta, hi ha una altra porta en arc rebaixat, format per dovelles de pedra i brancals de carreus de pedra. Al costat dret hi ha una finestra protegida per una reixa de ferro forjat.
Al pis, tres fiestres, situades en el mateix eix que les obertures de la planta baixa. La central, té arc conopial amb arquets, i decoracions a les impostes (rostres, animals, un sol, ...) i també un sol en un dels carreus dels brancals. La finestra de l'esquerra, també té arc conopial amb arquets els extrems dels quals són rostres, i les impostes també estan decorades (elements geomètrics). La finesetra de la dreta, en arc conopial esculpit. Totes les finestres tenen ampit de pedra.
Els murs són de maçoneria. La façana està arrebossada. Els carreus de la cadena cantonera són visibles.
Adossat a la mesoveria hi ha altres construccions. Davant la masoveria es conserva un pou fet de maons.